# Общество розенкрейцеров Англии
Общество розенкрейцеров Англии или Розенкрейцерское общество Англии (Societas Rosicruciana in Anglia, Rosicrucian Society of England) (SRIA) — это масонский эзотерический христианский орден, основанный Робертом Вентвортом Литтлом в 1865 году, хотя некоторые источники признают, что эта дата — 1866-67. Участники из числа подписавшихся на мастеров масонов великой ложи были в дружеских отношениях с Объединенной великой ложей Англии.
Структура и степень этого ордена, как предполагает А. Э. Уэйт, были получены из немецкого Ордена Золотого и Розового креста XVIII века. Позже она стала той же системой градусов, что у Золотой Зари.

## История
Общество утверждает, что вдохновлено первоначальным Розенкрейцерским братством, но не существует в доказанной связи с ним. Оно основывает свои учения на тех, которые можно найти в Fama и Confessio Fraternitas, опубликованных в начале 17-го века в Германии, наряду с другими аналогичными публикациями того же времени.
Общество было создано в 1867 году на основе ранее существовавшего розенкрейцерского ордена в Шотландии (но не одноименного Общества розенкрейцеров Шотландии которое появилось позже). Литтл был клерком и кассиром генерального секретаря Объединенной великой ложи Англии Уильяма Генри Уайта. Эти братства были быстро продвинуты в Шотландии и дали патент на создание общества в Англии. Встреча открытия состоялась 1 июня 1867 года в Олдерманбери, Лондон, с Братом Литтлом, избранным мастером-магом, титул «верховный ваг» был изобретен лишь спустя несколько лет.
Они выпустили журнал под названием «Розенкрейцер», который был под редакцией Уильяма Роберта Вудмана.

## Требования к членству
Общество требует, чтобы все претенденты на членство заявляли о фундаментальных принципах тринитарной христианской веры, и предлагает всем своим членам помощь в решении великих проблем природы и науки.

## Структура

### Первый орден
Члены 1 ордена (Fratres) встречаются в Колледже, который эквивалентен Ложе масонов. Колледж уполномочен присваивать первые четыре степени общества, которые известны как градусы. Между получением градусов должно пройти не менее шести месяцев. Тем не менее, акцент в работе общества делается на обучении, поэтому каждому члену рекомендуется выступить с докладом или со своей работой по какой-либо теме, интересующей открытый колледж.
- I градус — Ревнитель
- II градус — Теоретик
- III градус — Практик
- IV градус — Философ

### Второй орден
Он был эквивалентом масонской провинциальной великой ложе, возглавляемой главным адептом и его заместителем (Суффраганом), который обладал юрисдикцией над всеми колледжами первого ордена в провинции. Главный адепт был уполномочен присудить еще три степени на этом уровне, после IV градуса, в котором были члены общества минимум по четыре года.
- V градус — Младший Адепт
- VI градус — Старший Адепт
- VII градус — Свободный Адепт

Минимум один год должен был пройти между получением градусов на этом уровне. Член мог служить только в качестве юбиляра (магистра) колледжа первого ордена после получения степени свободного адепта.

### Третий орден
Он эквивалентен великой ложе, возглавляемой верховным магом, старшим заместителем магом и младшим заместителем магом. Члены второго ордена, которые служили обществу и были избраны верховным магом для такого продвижения, могут получить еще два градуса.
- VIII градус — Магистр
- IX градус — Маг

## Влияния
В 1888 году три члена SRIA создали Герметический Орден Золотой Зари, который снял ограничения на членство, позволив присоединиться не христианам, не масонам и женщинам. Большая часть структуры SRIA выжила в новом ордене, который впоследствии оказал большое влияние на современное оккультное возрождение в 20-м веке. Общество привело к созданию ряда аналогичных организаций в разных странах, таких как Шотландия, Канада и Америка.

## Верховные Маги
- Robert Wentworth Little (1869—1878)
- William Robert Woodman (1878—1891)
- William Wynn Westcott (1891—1925)
- W. J. Songhurst (1925-1939)
- Frank M. Rickard (1939-1956)
- W. R. Semken (1956-1969)
- Edward Varley Kayley (1969-1974)
- Donald Penrose (1974-1979)
- Norman C. Stamford (1979-1982)
- Alan G. Davies (1982-1994)
- Ronald E. Rowland (1994—2002)
- Andrew B. Stevenson (2002-2006)
- John Paternoster (2006-present)

## Известные члены общества
- Сэмюэль Лидделл МакГрегор Мазерс
- Артур Эдвард Уэйт
- Джон Яркер